# Depot III von Halle-Kanena
Das Depot III von Halle-Kanena (auch Hortfund III von Halle-Kanena) ist ein Depotfund der frühbronzezeitlichen Aunjetitzer Kultur aus Kanena, einem Stadtteil von Halle (Saale) (Sachsen-Anhalt). Es datiert in die Zeit zwischen 2000 und 1700 v. Chr. Das Depot befindet sich heute im Landesmuseum für Vorgeschichte in Halle (Saale).

## Fundgeschichte
Das Depot wurde 1934 bei Baggerarbeiten in der südlich von Kanena gelegenen Braunkohlegrube Alwine (heute Standort der Halle Messe) entdeckt.
Die Gegend um Halle ist äußerst reich an Funden der Aunjetitzer Kultur. An einer anderen Stelle der Grube Alwine war 1923 ein weiterer Hortfund (Depot II) entdeckt worden. Bereits 1908 hatte das Königliche Museum für Völkerkunde in Berlin einen ersten Fund aus Kanena (Depot I) aufgekauft. Weitere bedeutende Hortfunde stammen aus dem südlich gelegenen Dieskau (Depot I, Depot II und Depot III) und dem östlich gelegenen Bennewitz (Depot von Bennewitz).

## Zusammensetzung
Das Depot war in einem Keramikgefäß niedergelegt worden. Hierin befanden sich 48 Randleistenbeile, vier Ösenhalsringe, fünf offene Fußringe, drei Armspiralen und eine Stabdolchklinge. Möglicherweise sind weitere Gegenstände bei der Aufdeckung des Depots verloren gegangen.